# Еврейско-провансальский диалект
Еврейско-провансальский диалект, или шуадит — диалект окситанского языка, на котором говорили контаденские евреи (то есть евреи графства Венессен) — единственная группа евреев, проживавшая на территории Франции между 1501 и 1791 годами. В 1977 году умер последний носитель языка, слышавший его и способный на нём говорить, — Арман Люнель.

## Развитие языка и история
Латинский язык начал распространяться на юге Франции после завоевания Галлии Юлием Цезарем. Имеющихся сведений недостаточно, чтобы утверждать, появился ли шуадит в результате перехода на латынь еврейской общины, из-за чего в речь начали проникать слова из древнееврейского языка, или же шуадит является потомком более раннего еврейско-латинского языка (ла’аз). Ещё одна версия заключается в том, что язык развился в результате влияния экзегетической школы в Нарбонне (см. еврейско-французский язык (царфатский)).
В 1498 году евреи были официально изгнаны из южной Франции. Они были вынуждены уехать до 1501 года, большая часть евреев к тому времени стала рассеиваться в других регионах, в частности, в Генуе и «менее цивилизованных» районах Германии. Тем не менее, графство Конта-Венессен было тогда под непосредственным контролем Папы, и небольшая еврейская община продолжала жить там в относительной изоляции. Со времён Великой французской революции, когда евреям было разрешено жить легально в любом месте Франции в качестве полноправных граждан, статус языка шуадит среди них начал быстро снижаться. Окончательное вымирание языка было отмечено в 1977 году, после смерти его последнего известного носителя — Армана Люнеля.

## Культура языка
Литература языка шуадит состояла из религиозных текстов и популярной прозы. Как и в большинстве еврейских языков до XIX века, оба вида литературы писались исключительно с использованием модифицированного еврейского алфавита.
Религиозные тексты содержат значительное количество заимствований из иврита, и они отражают в целом более «образованный» стиль языка, который также содержал много слов из старофранцузского, провансальского, греческого языка, иврита, древнеарамейского и латыни. Эти тексты включают фрагмент стихотворения четырнадцатого века «восхваление царице Есфири», а также сидур для женщин. Этот сидур содержит необычные благословения, также найденные ещё в нескольких других местах (в том числе и в средневековой Литве), например благодарение Бога в утреннем благословении не за то, что он создал её «по Его воле» (she-asani kirtzono), а за то, что он создал её женщиной. Даже сегодня среди более «либеральных» ветвей ашкеназского иудаизма (также в реформистском иудаизме и реконструктивном иудаизме) это благословение часто излагается как «she-asani betzalmo» («кто сделал меня по Его образу»), а не she-asani isha («который сделал меня женщиной»).
Сохранились тексты, составляющие коллекции популярной прозы, которые содержат намного меньше не провансальских заимствований, а по существу сами написаны на провансальском языке, только записаны еврейским алфавитом, что, вероятно, указывает на предпочтение евреев, распространённое в то время, не использовать латинский алфавит. Эти тексты демонстрируют степень, в которой еврейская община Прованса была хорошо знакома с ивритом.

## Фонология
В шуадите отображается количество фонологических характеристик, которые делают его уникальным среди еврейских языков. Название шуадит означает «еврейский», это просто изменённое произношение ивритского слова юдит. Начальная /j/ стала /ʃ/, а /h/ часто опускалась между гласными, так произошла метаморфоза юдит -> shehudit -> sheudit -> shuadit (через последующее изменение системы гласных).
В словах, взятых из иврита и арамейского языка, буквы самех, шин и тав произносится как /f/. Есть гипотеза о том, что две бывших фонемы /s/ и /θ/ объединились, а затем слились с фонемой /f/. Это наблюдение говорит в пользу версии, что шуадит развился из еврейско-латинского, а не на основе провансальского.
В словах, произошедших от латинских, есть тенденция к дифтонгизации /l/, а также делатерализации /ʎ/ в /j/. Кроме того, фонемы /ʒ/ и /ʃ/, а также /dʒ/ и /jʃ/, сводятся к одной фонеме /ʃ/. Таким образом, провансальские слова plus, filho и juge в шуадите отражаются как pyus, feyo и šuše соответственно.

## Литературные произведения
Фундаментальным источником информации о фонологии шуадита является комедия Harcanot et Barcanot.
Самым ранним свидетельством о шуадите как отдельном разговорном и письменном языке, вероятно, является комическая поэма Lou Sermoun di Jusiou (Проповедь еврея), которая, вероятно, написана в шестнадцатом веке. С учётом содержания, это стихотворение, скорее всего, составлено не евреем. Многочисленные пародии еврейской речи появляются и в записи рождественских гимнов.